# Ruby Blue (gruppo musicale)
I Ruby Blue sono stati un gruppo musicale britannico, attivo nella seconda metà degli anni ottanta e la prima metà degli anni novanta.

## Storia
Il gruppo nacque come un duo, composto da Roger Fife e Rebecca Pidgeon. Con questa formazione pubblicarono nel 1987 il loro primo album Glances Askances per una piccola etichetta indipendente londinese, la Red Flame Records. Il disco ebbe un certo successo, arrivando in vetta alle classifiche di musica indie.
Negli anni successivi il gruppo si allargò ad Erika Spotswood, seconda voce accanto alla Pidgeon, e ad Anthony Coote, bassista. Con questa formazione nel 1990 uscì il secondo album, questa volta per una major, Fontana Records della PolyGram: Down from Above.
Pochi mesi dopo, tuttavia, la Pidgeon lasciò il gruppo per seguire il compagno David Mamet negli Stati Uniti d'America, interrompendo i lavori per il successivo album.
La Red Flame Records nel 1992 pubblicò Broken Water, album che raccoglieva canzoni registrate tra il 1987 e il 1989, e mai pubblicate.
Il progetto dei Ruby Blue fu portato avanti da Fife e dalla Spotswood, nuova vocalist del gruppo; nel 1993 venne pubblicato Almost Naked, che però fu un tale insuccesso da spingere allo scioglimento del gruppo.
Nel 2011 è uscita la raccolta Remasters, che raccoglie versioni rimasterizzate dei maggiori successi del gruppo.

## Formazione

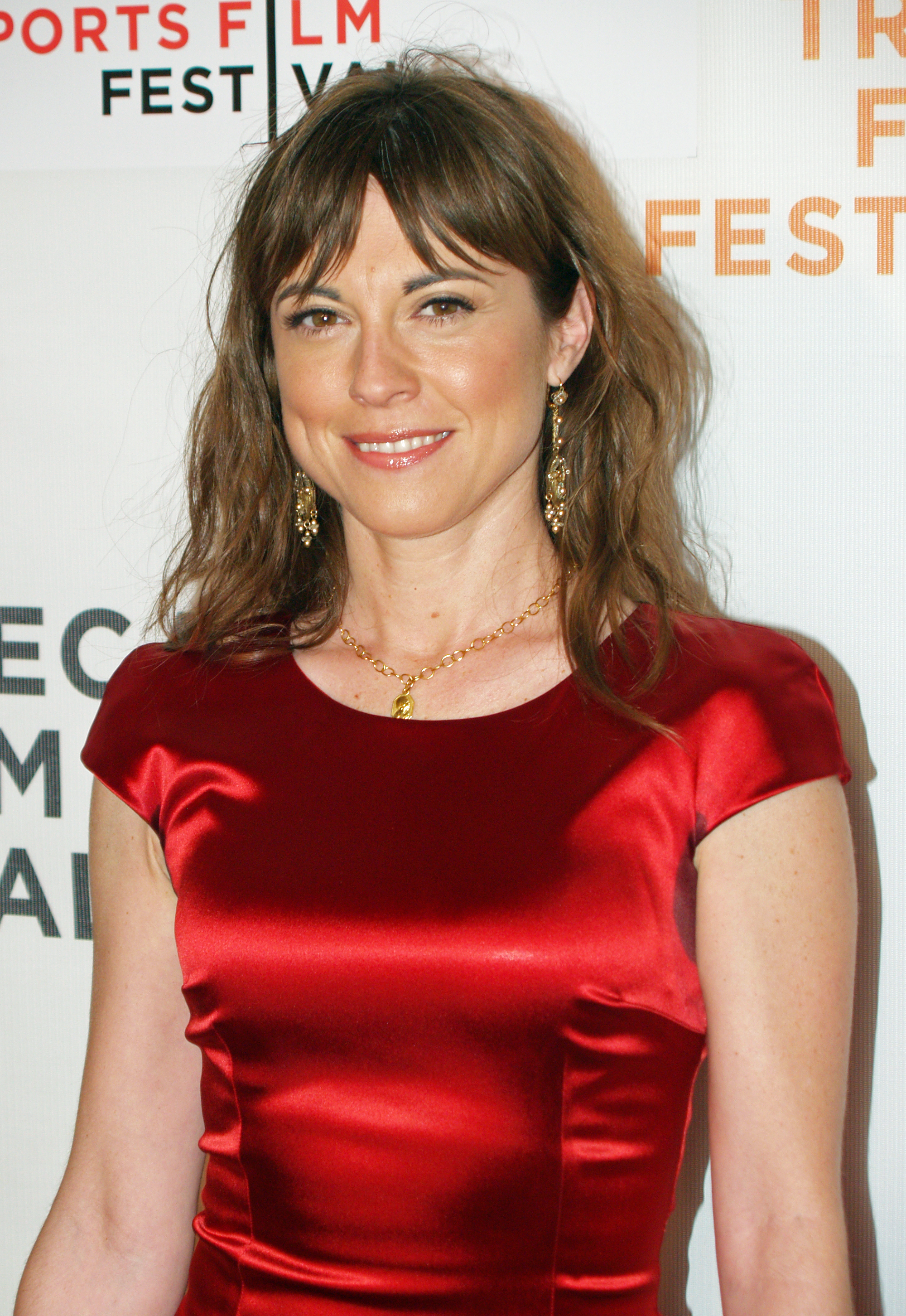
Rebecca Pidgeon

- Roger Fife (1986-1993)
- Rebecca Pidgeon (1986-1990)
- Anthony Coote (1988-1990)
- Erika Spotswood (1988-1993)

## Album
- 1987 - Glances Askances - Red Flame Records
- 1990 - Down from Above - Fontana Records
- 1992 - Broken Water - Red Flame Records
- 1993 - Almost Naked - Red Flame Records
- 2011 - Remasters - 26 music